# Braunwangen-Hornvogel

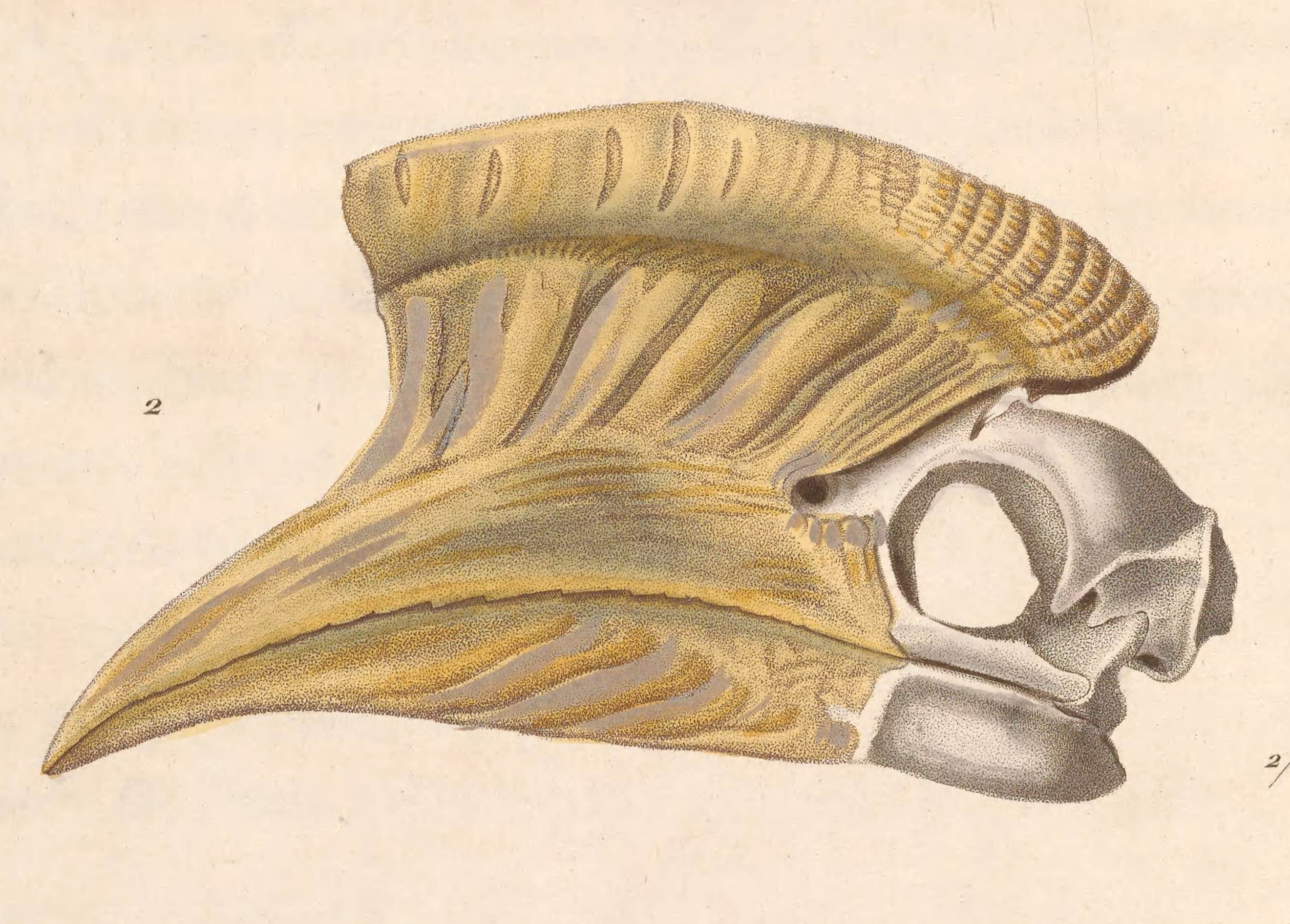
Zeichnung eines Braunwangen-Hornvogel-Schädels, Männchen

Der Braunwangen-Hornvogel (Bycanistes cylindricus) auch Braunwangenhornvogel ist eine monotypische Vogelart innerhalb der Familie der Nashornvögel. Sein Verbreitungsgebiet liegt im westlichen Subsahara-Afrika. Von manchen Ornithologen wird er mit dem Babali-Hornvogel als eine Superspezies angesehen. Der Babali-Hornvogel wurde außerdem eine Zeitlang als Unterart des Braunwangen-Hornvogels eingestuft.
Die Bestandssituation des Braunwangen-Hornvogels wird von der IUCN mit gefährdet (vulnerable) angegeben.

## Merkmale
Der Braunwangen-Hornvogel erreicht eine Körperlänge von 60 bis 70 Zentimeter. Auf die Schwanzfedern entfallen beim Männchen durchschnittlich 24,4 Zentimeter, bei den Weibchen 23,3 Zentimeter. Der Schnabel hat bei den Männchen eine Länge zwischen 14,5 und 16,5 Zentimeter. Der Schnabel der Weibchen bleibt etwas kleiner und hat eine Länge von 12,5 bis 16,5 Zentimeter. Das Gewicht beträgt etwa 900 Gramm. Der Schnabelaufsatz des Männchens hat die Form eines umgedrehten Wiegemessers und ist von schmutzigweißer Farbe, der deutlich kleinere des Weibchens hat die gleiche bräunliche Farbe wie der Schnabel.

### Erscheinungsbild der Männchen
Beim Männchen sind der Kopf, der Hals, der Rücken und die Körperunterseite überwiegend glänzend schwarz. Die Federn an den Wangen und an der Kehle weisen die namensgebenden braunen Säume auf. Der Bürzel, die Ober- und Unterschwanzdecken sowie der Bauch sind weiß. Der Schwanz ist weiß mit einem breiten weißen Mittelband. Die äußeren Handschwingen sowie die Armschwingen sind weiß. Der Schnabel und der Schnabelaufsatz sind cremefarben. Die unbefiederte Haut um die Augen ist rot. Die Augen sind karmesinrot, die Beine und Füße sind schwarz.

### Erscheinungsbild der Weibchen und Jungvögel
Das Weibchen gleicht dem Männchen im Gefieder. Sie ist kleiner und hat einen staubgrauen Schnabel mit einer schwarzbraunen Schnabelbasis und einer blaugrauen Schnabelspitze. Der Schnabelaufsatz ist deutlich kleiner als beim Männchen und von dunkler Farbe. Die unbefiederte Haut um das Auge ist blass rosa bis cremefarben. Die Augen sind braun. Die Beine und Füße sind schwarz.
Jungvögel haben ein Gefieder wie die adulten Vögel. Ihr Schnabel ist allerdings noch kleiner und von blassgelber Farbe. Der Schnabelaufsatz fehlt oder ist nur gering entwickelt. Die Augen sind grau.

## Verwechselungsmöglichkeiten
Im Verbreitungsgebiet des Braunwangen-Hornvogels kommt sowohl der zur gleichen Gattung gehörende Grauwangenhornvogel als auch der Schreihornvogel vor. Der Grauwangenhornvogel ist von ähnlicher Größe. Der Schnabelaufsatz ist jedoch dunkler, die Schwanzfedern sind schwarz mit einer weißen Spitze. Das mittlere Schwanzfederpaar ist schwarz. Der Schreihornvogel ist deutlich kleiner, hat einen kleineren Schnabel und einen kaum entwickelten Schnabelaufsatz.

## Verbreitung
Der Braunwangen-Hornvogel hat ein sehr großes Verbreitungsgebiet. Er kommt in Sierra Leone, dem Süden von Guinea, in Liberia, der Elfenbeinküste, Ghana und Togo vor.
Der Lebensraum sind Primärwälder der Tiefebenen.

## Nahrung
Wie die meisten Nashornvögel ist der Braunwangen-Hornvogel omnivor, den größten Teil seines Nahrungsbedarfes deckt er allerdings durch Früchte. In sehr reichhaltig fruchttragenden Bäumen können sich bis zu 90 Individuen dieser Art versammeln. Der Braunwangen-Hornvogel lebt allerdings überwiegend in Paaren oder in kleinen Familiengruppen, die aus dem Brutpaar und dem diesjährigen Jungvogel bestehen.
Seine Nahrung sucht er überwiegend in Baumkronen. In fruchttragenden Bäumen ist er in der Lage, Schreihornvögel zu verjagen. Affen sowie Waldhornvögel sind dagegen durchsetzungsstärker als der Braunwangen-Hornvogel. Feigen spielen bei dem Braunwangen-Hornvogel wie bei vielen anderen Arten eine große Rolle. Daneben jagt er jedoch auch Insekten wie Heuschrecken, Gottesanbeterinnen, Libellen, fliegende Ameisen, Käfer und Wespen. Er frisst auch Eier und Nestlinge von Webervögeln wie beispielsweise dem Dorfweber. Dazu zerstört er entweder das Nest oder schiebt seinen Schnabel in den Nesteingang und kippt das Nest dann so, dass er den Nestinhalt mit dem Schnabelinhalt erreichen kann.

## Fortpflanzung
Die Fortpflanzungsbiologie des Braunwangen-Hornvogels ist noch weitgehend unerforscht. So sind beispielsweise die Gelegegröße und die Farbe der Eier bislang nicht beschrieben. Es gibt eine Beobachtung von zwei Nestlingen bei einem Brutpaar, gewöhnlich wird ein Brutpaar aber nur mit einem Jungvogel beobachtet. Von dem nahe verwandten Silberwangenhornvogel, der in Ostafrika vorkommt, weiß man, dass bei diesem Gelege aus einem bis zwei Eiern bestehen. Es wird in freier Wildbahn gewöhnlich ein Jungvogel groß.
Der Braunwangen-Hornvogel ist nach jetziger Erkenntnis mit seiner Fortpflanzungszeit an keine bestimmte Jahreszeit gebunden. Wie alle Nashornvogelarten ist er ein Höhlenbrüter. Er bevorzugt natürliche Baumhöhlen in einer Höhe von 20 bis 25 Meter oberhalb des Bodens. Der Eingang der Bruthöhle wird bis auf einen schmalen Spalt versiegelt. Die Versiegelung der Bruthöhle erfolgt bei allen näher untersuchten Nashornvogelarten durch das Weibchen. Durch den verbliebenen Spalt füttert das Männchen das Weibchen und später den Jungvogel. Das Männchen trägt die Früchte gewöhnlich im Schlund zum Nest und würgt sie dort wieder hervor. Nur gelegentlich trägt das Männchen Früchte auch im Schnabel zum Nest. Das Männchen besucht zwischen 14 und 18 Mal am Tag das Nest. Das Weibchen, das in der Bruthöhle sitzt, durchläuft während der Brutzeit die Mauser. Es handelt sich bei dieser Mauser nicht um eine gleichzeitige Vermauserung des Großgefieders. Damit behält das Weibchen während der Brutzeit seine Flugfähigkeit. Es ist noch nicht bekannt, ob das Weibchen gleichzeitig mit dem flügge gewordenen Jungvogel das Nest verlässt oder ob sie bereits vorher aus der Bruthöhle ausfliegt.

## Einzelbelege
1. ↑  Bycanistes cylindricus in der Roten Liste gefährdeter Arten der IUCN 2016. Eingestellt von: BirdLife International, 2016. Abgerufen am 7. Dezember 2016.
2. 1 2 3  Kemp: The Hornbills - Bucerotiformes. S. 249.
3. ↑  Kemp: The Hornbills - Bucerotiformes. S. 250.
4. 1 2  Kemp: The Hornbills - Bucerotiformes. S. 251.